# Nagayoshi Iwahori
Nagayoshi Iwahori (jap. 岩堀 長慶, Iwahori Nagayoshi; * 1926 in Japan; † 29. Mai 2011) war ein japanischer Mathematiker, der sich mit Algebra und speziell Algebraischen Gruppen, Lie-Gruppen und Lie-Algebren befasste.
Iwahori wurde 1960/61 bei Shokichi Iyanaga an der Universität Tokio promoviert (リー環の実既約表現について, Lie-kan no jitsukiyaku hōgen ni tsuite, engl. On real irreducible representations of Lie algebras). Als Post-Doktorand war er 1960 bis 1962 am Institute for Advanced Study (IAS). Er war ab 1964 Professor an der Universität Tokio. 1986 wurde er emeritiert. Er unterrichtete danach an der Sophia-Universität.
Iwahori-Hecke-Algebren, auch Hecke-Algebren genannt, was allerdings mehrdeutig ist, sind nach Iwahori und Erich Hecke benannt. Sie sind einparametrige Deformationen der Gruppenalgebra von Coxeter-Gruppen und spielen eine Rolle in der Theorie Artinscher Zopfgruppen und Quantengruppen und in der Konstruktion von Knoteninvarianten durch Vaughan Jones. Außerdem sind Iwahori-Untergruppen algebraischer Gruppen über lokalen Körpern nach ihm benannt.
2007 erhielt er den Orden des Heiligen Schatzes.

## Schriften
- On real irreducible representations of Lie algebras. In: Nagoya Mathematical Journal. Vol. 14, 1959, S. 59–83 (englisch, projecteuclid.org).
- mit Hideya Matsumoto: On some Bruhat decomposition and the structure of the Hecke rings of p-adic Chevalley groups, Publications Mathématiques de l’IHÉS, Band 25, 1966, S. 5–48